# Internet au Brésil

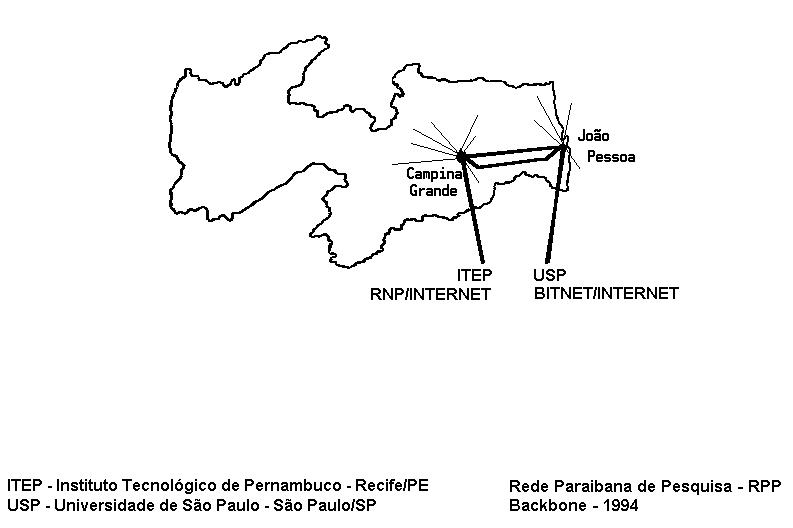
Illustration d’internet à Paraíba

Internet au Brésil est utilisé en 2012 par environ 50 % de la population.

## Statistiques
| Année | 2002 | 2003  | 2004  | 2005  | 2006  | 2007  | 2008  | 2009  | 2010  | 2011  | 2012  |
| %     | 9,15 | 13,21 | 19,07 | 21,02 | 28,18 | 30,88 | 33,83 | 39,22 | 40,65 | 45,00 | 49,85 |

## Fournisseurs d'accès
- Universo Online,  plus gros fournisseur d'accès à internet d'Amérique latine